# Neukölln
Neukölln è un quartiere (Ortsteil, in tedesco) di Berlino. Amministrativamente, appartiene all'omonimo distretto (Bezirk, in tedesco).
Il quartiere è uno dei più densamente popolati di Berlino, con una popolazione di 167 248 abitanti (2016). È caratterizzato da un'alta percentuale di immigrati, soprattutto di origine turca e russa. Negli ultimi anni, la zona più settentrionale di Neukölln, ossia quella a nord di Hermannplatz spesso nota come "Kreuzkölln" per via della confinanza con Kreuzberg, ha subìto una trasformazione e una gentrificazione e ha visto un enorme afflusso di studenti e artisti, rendendo la zona sempre più popolare.. L'adiacente strada Sonnenallee è invece tipicamente caratterizzata dalla presenza di bar, ristoranti e venditori arabi.

## Geografia
Neukölln si trova a sud del centro cittadino, nella parte settentrionale del distretto di Neukölln. È attraversato nella sua parte orientale dal canale di navigazione di Neukölln ed è lambito a nord dal Landwehrkanal, che lo divide dal quartiere di Kreuzberg, nel distretto di Friedrichshain-Kreuzberg.
Oltre a Kreuzberg, Neukölln confina, a est, con i quartieri di Alt-Treptow, Plänterwald e Baumschulenweg, nel distretto di Treptow-Köpenick, e, a ovest con il quartiere di Tempelhof, nel distretto di Tempelhof-Schöneberg. A sud, la Berliner Stadtring segna il confine tra Neukölln e Britz.
Lungo la Sonnenallee, che unisce la Hermannplatz di Neukölln con Baumschulenweg, nella ex-Berlino Est, si trovava uno dei punti di passaggio del Muro di Berlino. Questo posto di blocco è citato nella commedia del 1999, Sonnenallee.

## Storia

### Origini
L'antico villaggio di Rixdorf è stato creato, intorno al 1200, dai Cavalieri Templari residenti presso la commenda di Tempelhof: questo è stato, probabilmente, il primo abitato a essere costruito nell'area in quanto, ad oggi, non sono state trovate tracce archeologiche di un insediamento precedente di origine slava. Il villaggio è stato, tuttavia, abbandonato quando, nel 1318, i possedimenti dei Cavalieri Templari di Brandeburgo sono stati trasferiti presso l'Ordine di San Giovanni di Gerusalemme, a seguito dello scioglimento dell'Ordine dei Templari, nel 1312: questo è il motivo per cui lo stemma dell'attuale distretto di Neukölln raffigura la Croce di San Giovanni.

Occorre attendere il giugno del 1360, tuttavia, perché si possa ritrovare la prima menzione di tale villaggio del sud-est di Berlino, benché come Richarsdorf; il documento è l'unico documento riguardante l'istituzione di questo villaggio del Brandeburgo.

### Sviluppo demografico del XVIII secolo

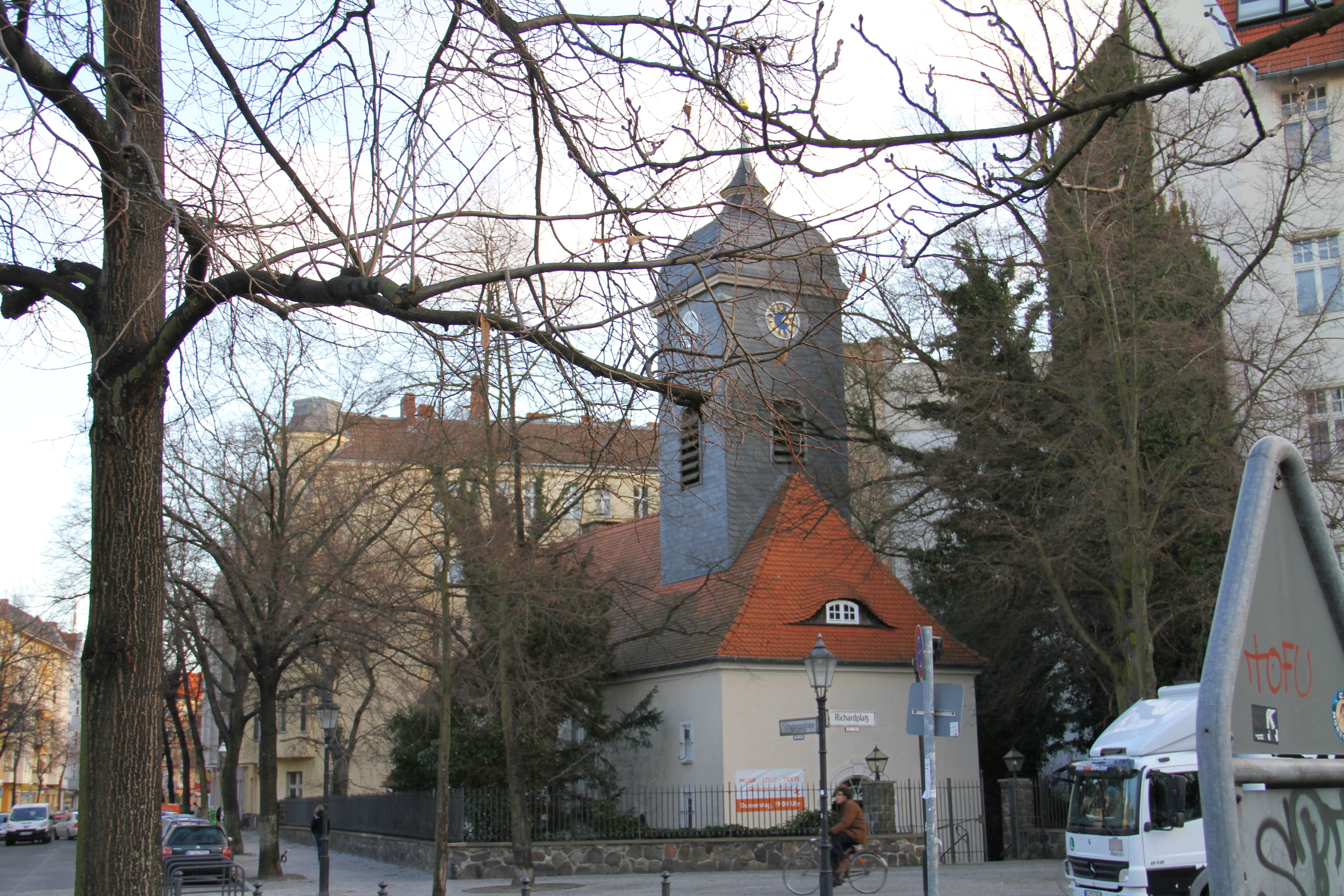
Bethlehemskirche, chiesa degli esuli moravi

Nel 1737, il re Federico Guglielmo I di Prussia ha permesso a circa 350 protestanti moraviani, espulsi dalla Boemia a causa della loro fede, di stabilirsi nell'area dell'attuale Neukölln, allora chiamata Rixdorf. Questi protestati costruirono la loro chiesa e si stabilirono in una zona separata dall' Anger, lungo l'attuale Richardstraße: questo insediamento divenne inizialmente noto come Böhmische Dorf ("Villaggio Boemo", in tedesco) e successivamente, nel 1797, ottenne la denominazione ufficiale di "Böhmisch-Rixdorf", per distinguerlo dall'originale insediamento di "(Deutsch-)Rixdorf".
Con l'unificazione di questi due comuni indipendenti, di Böhmisch-Rixdorf e di Deutsch-Rixdorf, il 1º gennaio del 1874, la neo-comunità unita contava già 8 000 abitanti, che crebbero, l'anno successivo, fino a diventare 15 000.
Risale al 1º maggio del 1899, ossia un anno dopo l'acquisizione del titolo di città, il documento secondo cui Rixdorf risultava essere il più grande insediamento del circondario di Teltow, nel Regno di Prussia: è di questa data, inoltre, l'acquisizione dello "status" di città extracircondariale.
Nel 1903, Rixdorf ha ricevuto il suo stemma raffigurante la Croce di San Giovanni di Malta e il Calice che simboleggia i profughi religiosi della Boemia.
Nel 1863, un cimitero turco è stato fondato a nord del villaggio di Rixdorf in sostituzione di un più piccolo camposanto fondato a Kreuzberg nel 1798 per i membri turchi dell'esercito prussiano. Nel cimitero di Rixdorf riposano, tra gli altri, l'ambasciatore ottomano Giritli Ali Aziz Efendi, Mehmed Talat Pascià e Behaeddin Shakir.

### Inizio del XX secolo
Con l'inizio del XX secolo, con il consenso dell'imperatore Guglielmo II di Germania, in occasione del suo cinquantatreesimo compleanno, il 27 gennaio del 1912, il villaggio di "Rixdorf" venne denominato con l'attuale toponimo di "Neukölln". Questa scelta è stata presa dalle autorità locali in quanto il nome Rixdord era diventato, tra i berlinesi, sinonimo di divertimento frivolo: testimonianza era il popolare "tormentone" intitolato In Rixdorf ist Musike, usato occasionalmente anche al giorno d'oggi.
Si optò, pertanto, per il nome Neucölln, derivato dal nome di uno storico quartiere medievale situato al centro di Berlino, Cölln, ma nonostante il cambiamento del nome, l'area continuava a mantenere la sua pessima nomea. Tuttavia, è stato durante questo periodo, che l'architetto Reinhold Kiehl ha migliorato, su commissione delle autorità locali, le infrastrutture della città; questo ha portato, inoltre, all'erezione di alcuni dei più iconici edifici dell'area, quali il municipio di Neukölln o il Stadtbad Neukölln ("Bagni Pubblici di Neukölln").

### Annessione alla Grande Berlino
Con la primavera del 1920, il Preußischer Landtag approvò la "Legge della Grande Berlino" (Groß-Berlin-Gesetz, in tedesco), riguardo alla formazione di una nuova municipalità di Berlino: molte località circostanti vennero, il 1º ottobre 1920, fuse alla neo-istituita Grande Berlino e Neukölln, insieme ai comuni di Britz, Rudow e Buckow divenne parte di quello che rimase fino al 2001 il XIV distretto, denominato appunto distretto di Neukölln.

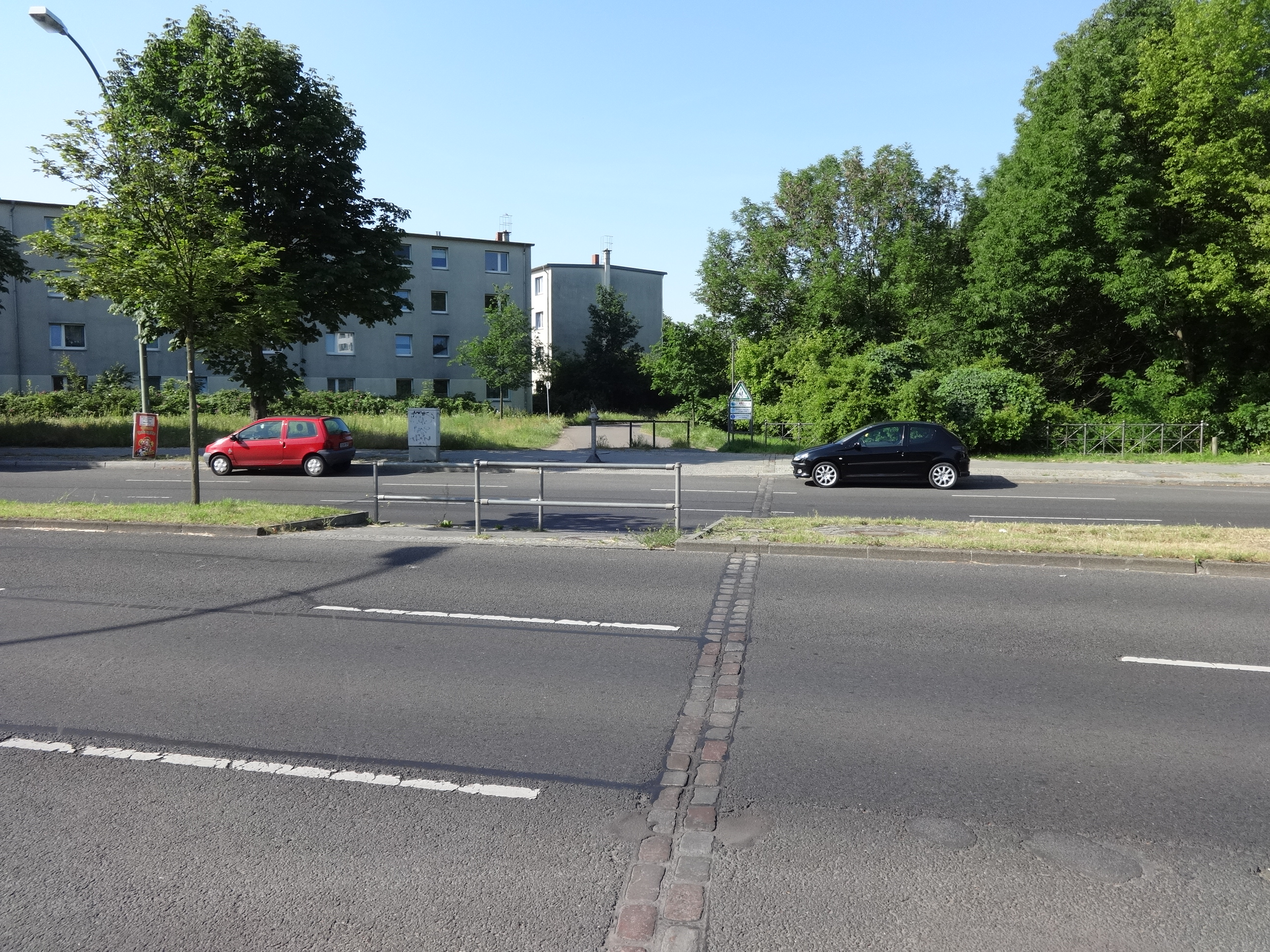
Confine tra Berlino Ovest e Berlino Est, nel 2014, lungo la Sonnenallee

### Dal dopoguerra
Dopo la seconda guerra mondiale, Neukölln apparteneva al settore americano e, quindi, è stata fino al 1990 parte di Berlino Ovest. Il Muro di Berlino correva a est del quartiere e separava Neukölln con l'attiguo quartiere di Treptow, che era a Berlino Est.
A seguito della riforma amministrativa del 2001, il distretto XIV di Neukölln è diventato l'VIII distretto; a causa delle dimensioni e dell'importante numero di abitanti (oltre 200.000), infatti, Neukölln, Spandau e Reinickendorf sono stati gli unici distretti che non hanno subito fusioni con altri distretti confinanti.

## Luoghi notevoli

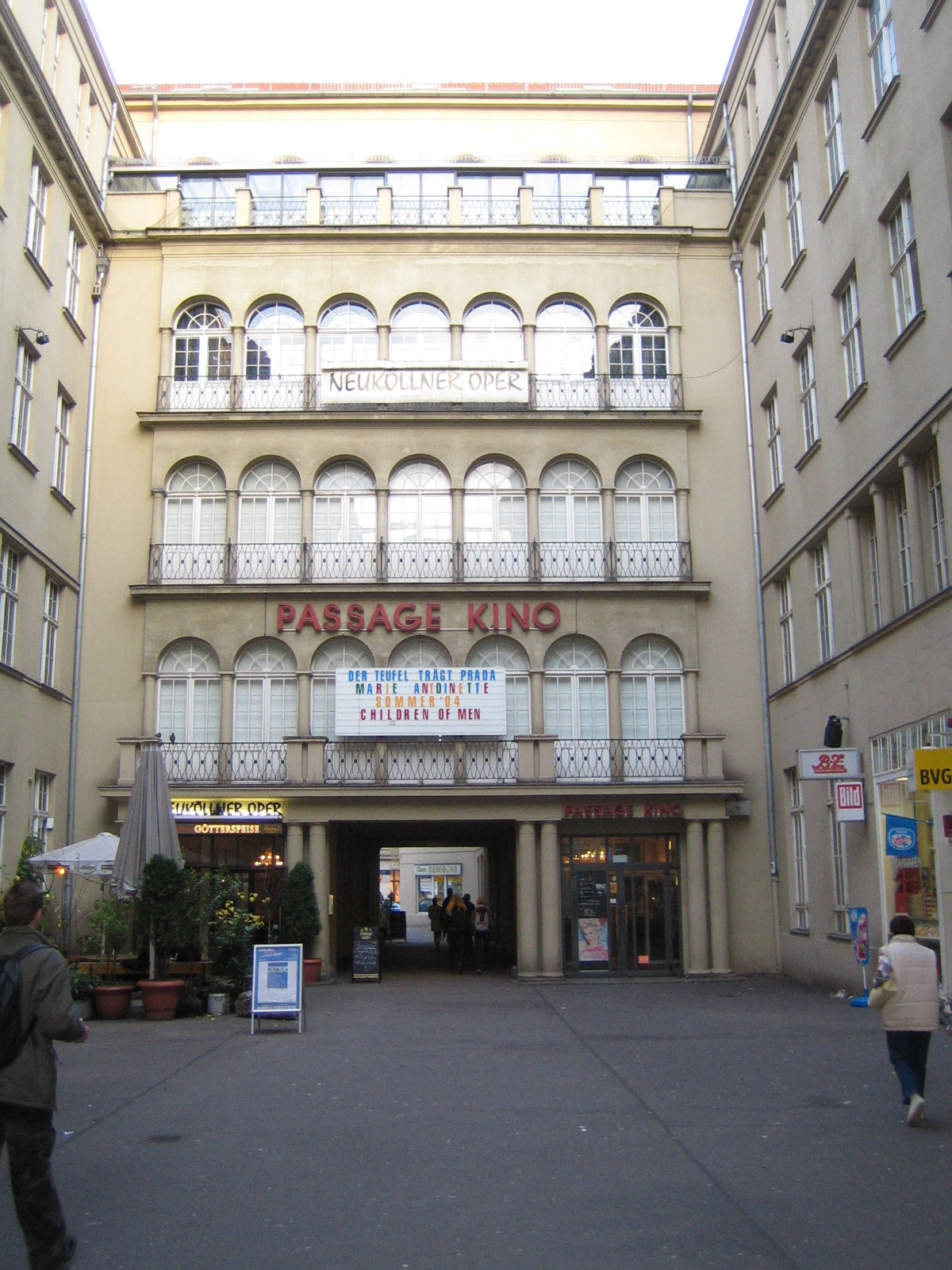
Opera di Neukölln

- Opera di Neukölln (Neuköllner Oper, in tedesco), nella quale si possono vedere spettacoli di ogni tipologia, quali musical, opere barocche od operette; noto è l'obiettivo di questo teatro dell'opera di portare una tipologia di cultura notoriamente elitaria ad un più ampio pubblico.[6][7]
- Basilica di San Giovanni, sede dell'ordinariato militare in Germania.
- Moschea Şehitlik, completata nel 2005 dall'Unione per affari religiosi turca-islamica, e costruita sul cimitero islamico con oltre 200 anni di storia, il più antico in Germania.
- Chiesa del villaggio di Rixdorf, consacrata nel 1481, adottata come chiesa protestante morava nel 1737, ufficialmente chiamata Chiesa di Betlemme dal 1912.

## Riferimenti nella cultura di massa
- Neuköln (deliberatamente scritto con una "l") è un brano strumentale di David Bowie, nona traccia del suo album del 1977 "Heroes".
- L'ultimo brano del primo album da solista di Miss Kittin, I Com, è chiamato Neukölln 2.
- Neukölln è l'ultima traccia dell'album solista Co.Dex di Giovanni Lindo Ferretti, eseguita dal vivo anche nel CD A cuor contento del 2012.
- Il film tedesco Giovane e violento (Knallhart) è ambientato nella parte settentrionale di Neukölln.
- La serie televisiva Kebab for Breakfast è ambientata nel quartiere Neukölln.
- Vi è ambientato parte del romanzo La famiglia Karnowski di I.J. Singer

## Trasporti

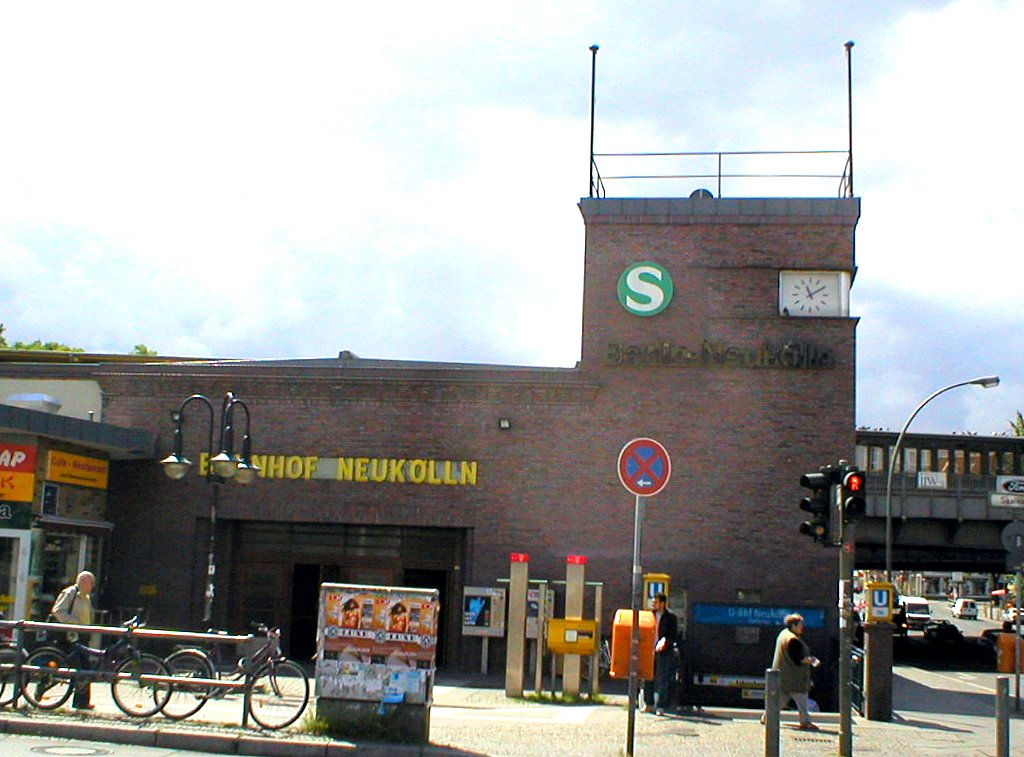
Stazione di Neukölln (Südring)

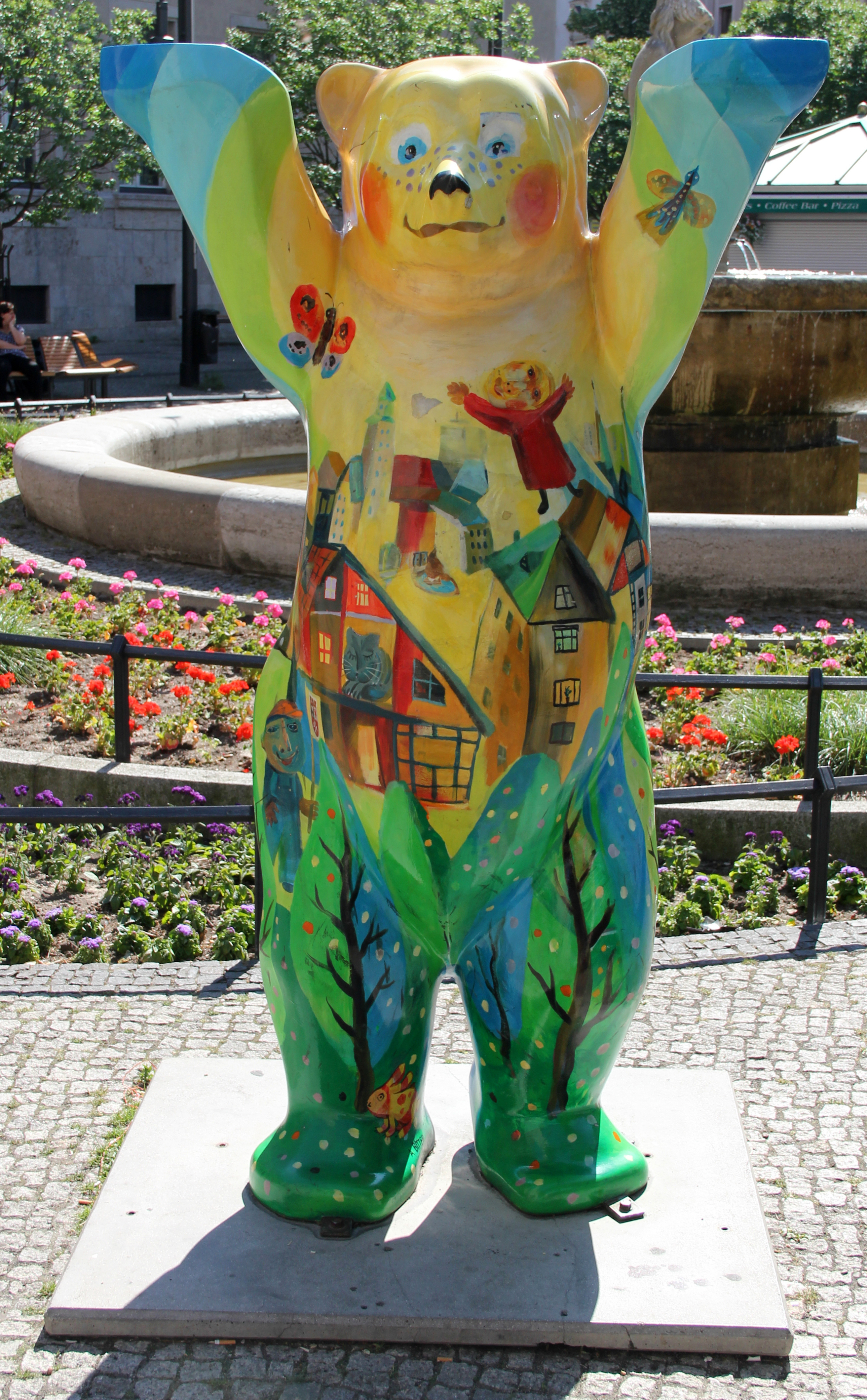
Buddy Bär di fronte al municipio Neukölln

Neukölln è servita da due linee della metropolitana, la linea U7 e la linea U8. Le stazioni sulla U8 sono: Schönleinstraße, Hermannplatz (che è la stazione di interscambio tra la linea U7 e la U8), Boddinstraße, Leinestraße e Hermannstraße (capolinea della U8 e confluenza nella Ringbahn). Sulla U7 abbiamo le stazioni di Hermannplatz, Rathaus Neukölln, Karl-Marx-Straße, Neukölln (Südring) (stazione di intersezione con la Ringbahn) e Grenzallee.
Neukölln è servita inoltre da quattro stazioni della rete S-Bahn di Berlino, tre delle quali collocate sulla Ringbahn ( Sonnenallee, Neukölln e Hermannstraße) mentre la quarta si trova su un binario tangente diretto a sud-est (Köllnische Heide).
Nella fattispecie fermano presso la stazione di Neukölln lungo la Südring i treni delle linee S41 (Ringbahn in senso orario), S42 (Ringbahn in senso antiorario), S45 (Berlin Südkreuz ↔ Berlin-Schönefeld Flughafen), S46 (Berlin Westend ↔ Königs Wusterhausen), S47 (Hermannstraße ↔ Berlin Spindlersfeld); ugualmente anche la stazione di Hermannstraße è servita dalle linee S41, S42, S45, S46 e S47 (di cui è capolinea); la stazione di Sonnenallee è invece servita dalle sole linee circolari S41 e S42 laddove la stazione di Köllnische Heide è servita dalle sole linee esterne S45, S46 e S47.
L'area di Neukölln è, inoltre, servita da varie linee di autobus, sia di giorno che di notte (ad esempio il bus M41 e M29).